# フランツ・ワックスマン
フランツ・ワックスマン（Franz Waxman, 1906年12月24日 - 1967年2月24日）は、ドイツ出身のアメリカ合衆国の作曲家。ユダヤ系。本名はフランツ・ヴァクスマン（Franz Wachsmann）。ヤッシャ・ハイフェッツのために作曲されたヴァイオリンと管弦楽のための《カルメン幻想曲》などの演奏会用作品も手懸けているが、一般には映画音楽の作曲家として有名である。

## 生涯
ドイツ帝国オーバーシュレージエンのケーニヒスヒュッテ（現・ポーランド・ホジュフ）生まれ。家族の心配をよそに、音楽で身を立てようと努力した。彼は銀行の出納係として数年間働きながらピアノ、和声と作曲の勉強を続けた。その後、音楽家としての勉強を深めていくためにベルリンへ移った。そして、1920年代後半に人気があったドイツのジャズ・バンド、ヴァイントラウブ・シンコペーツに演奏とアレンジのために入団した。ヴァイントラウブに数曲提供していたフレデリック・ホランダーは、ワックスマンに映画に関わる最初のチャンスを与えた。マレーネ・ディートリヒを一躍有名にしたジョセフ・フォン・スタンバーグ監督の『嘆きの天使』（1930年）で、モーツァルトの曲を編曲したホランダーのスコアをさらにアレンジし、オーケストレーションを施したものだった。
1932年、ナチスがドイツの政権を取ったことが決定的になり、ユダヤ人であるワックスマンの自由な活動も閉ざされた。彼は、フランスで製作されるドイツ語映画で働き続けた。ワックスマンは「アレン・グレイ」というミュージカルのアレンジと共同作曲を行う傍ら、15本のヨーロッパ映画に音楽をつけた（最初の独立したスコアは1932年である）。『嘆きの天使』のプロデューサーであったエーリッヒ・ポマーは彼の仕事ぶりには感心しており、フランスでのフリッツ・ラングの作品『リリオム』（1934年）へ作曲するよう頼んだ。
ポマーは、ジェローム・カーンのミュージカル "Music in the Air" の映画版『空飛ぶ音楽』(1934年)を製作することに決定し、ワックスマンはアレンジを頼まれて一緒に米国に渡った。暗雲たれこめるヨーロッパを離れて、ワックスマンはハリウッド映画に新たな1ページを加えた。暇な時には、後からロサンジェルスにやってきたアルノルト・シェーンベルクに教えを請うた。しかし、まもなく新しく仕事がやってくる。イギリス出身の映画監督ジェームズ・ホエールのユニヴァーサル映画『フランケンシュタインの花嫁』（1935年）の音楽である。ワックスマンは要望通りの仕事を成し遂げた。いささか風変わりで幾分派手な内容であった。このスコアは後に、他の作品に転用された。1930年代にワックスマンは、ユニヴァーサル映画で働いた。ここでの仕事は組み立てラインに似た仕事であった。時々スコアのクレジットを分けあったり、多くのストック・ミュージックを編曲していたのである。後者はスタジオの多くのシリアル（連続物）に使われ、1940年代にかけてもまた年間平均20本程度の映画に音楽を書き続けていた。
しかしその頃から、別のスタジオのためにも映画音楽を書くようになった。セルズニック・スタジオのアルフレッド・ヒッチコック渡米第1作になる『レベッカ』（1940年）のためのロマンチックな音楽である。そして気紛れなスタイルのメトロ・ゴールドウィン・メイヤーの『フィラデルフィア物語』（1940年）もそうである。1941年にはまたMGMのために『無法街』を、そしてヒッチコックの渡米第2作目のRKO作品『断崖』を作曲した。1943年から10年間にはワーナー・ブラザースのために、スタジオの古典になるような作品 "Destination Tokyo"（1943年）やハンフリー・ボガート主演の『脱出』（1944年）などを手がけた。ここの10年間でアカデミー作曲賞に7回ノミネートされた。
1950年代初めにはパラマウント映画に移って、『サンセット大通り』（1950年）と『陽のあたる場所』（1951年）で2年連続アカデミー賞作曲賞を受賞した。これは結局、ワックスマンのすべての中心が何であるかを示している。つまり、音楽の内容と映画上の物語を繋ぐことに焦点を置いているのである。1950年代、彼の音楽の何曲かは以前作曲した音楽を再利用した。たとえば、ヒッチコックと3度目の組み合わせになる『裏窓』（1954年）は以前使用した曲を使っている。ワックスマンは現代音楽にも熱心に取り組んだ。1947年、ロサンジェルス・インターナショナル・ミュージック・フェスティバルを設立し、自ら音楽監督と指揮を兼ね、ロサンジェルスの文化に取り入れるため、世界中の有名な現代音楽の作曲家の初演を務めた。また、彼は映画音楽ではない音楽も何曲か手がけている。テレビ用に「ガンスモーク」「逃亡者」「ペイトンプレイス物語」（後に映画版『青春物語』（1957年）も手がける）も書き下ろした。
1967年2月24日、癌のためロサンゼルスで死去。60歳没。

## 管弦楽
- カルメン幻想曲
- トリスタンとイゾルデ幻想曲
- 弦楽オーケストラとティンパニのためのシンフォニエッタ
- オラトリオ「ヨシュア」

## 主な映画音楽
(A)はアカデミー賞ノミネート作品を示す。
- リリオム - Liliom (1934)
- フランケンシュタインの花嫁 - Bride of Frankenstein (1935)
- 激怒 -Fury (1936)
- 我は海の子 -Captains Courageous (1937)
- クリスマス・キャロル (1938)
- 心の青春 - The Young in Heart (1938) (A)
- レベッカ - Rebecca (1940) (A)
- フィラデルフィア物語 - The Philadelphia Story (1940)
- 断崖 - Suspicion (1941) (A)
- ジェキル博士とハイド氏 - Dr. Jekyll and Mr. Hyde (1941) (A)
- Objective, Burma!  (1945) (A)
- ユーモレスク - Humoresque (1946) (A)
- 虐殺の街 (1950) ＊劇場未公開 テレビ放映題
- 復讐の荒野 (1950) ＊劇場未公開 テレビ放映題
- 私は殺される - Sorry, Wrong Number (1950)
- サンセット大通り - Sunset Boulevard (1950) ― アカデミー賞作曲賞
- その男を逃すな  - He Ran All the Way (1951)
- 陽のあたる場所 - A Place in the Sun (1951) ― アカデミー賞作曲賞
- 謎の佳人レイチェル - My Cousin Rachel (1952)
- 第十七捕虜収容所 - Stalag 17 (1953)
- 銀の盃 - The Silver Chalice (1954) (A)
- 裏窓 - Rear Window  (1954)
- 炎と剣 - Prince Valiant (1954)
- ディミトリアスと闘士 - Demetrius and the Gladiators (1954)
- ミスタア・ロバーツ - Mister Roberts (1955)
- 翼よ! あれが巴里の灯だ - The Spirit of St. Louis (1957)
- 青春物語 - Peyton Place (1957)
- 昼下りの情事 - Love in the Afternoon (1957)
- サヨナラ - Sayonara (1957)
- 深く静かに潜航せよ - Run Silent, Run Deep (1958)
- 尼僧物語 - The Nun's Story (1959) (A)
- シマロン - Cimarron (1960)
- 青年 - Hemingway's Adventures of a Young Man (1962)
- 青い目の蝶々さん - My Geisha (1962)
- 隊長ブーリバ - Taras Bulba (1962) (A)
- 名誉と栄光のためでなく - Lost Command (1966) 遺作

## 受賞歴

### アカデミー賞
ノミネート
1941年 アカデミー作曲賞:『レベッカ』
1942年 アカデミー作曲賞:『断崖』